# Oncideres polychroma
Oncideres polychroma är en skalbaggsart som beskrevs av Dillon 1946. Oncideres polychroma ingår i släktet Oncideres och familjen långhorningar. Inga underarter finns listade i Catalogue of Life.